# Александр III (царь Имеретии)
Aлександр III (груз. ალექსანდრე III, 1609—1660) — царь Имеретии (1639—1660), старший сын и преемник имеретинского царя Георгия III. Из имеретинской ветви династии Багратионов.

## Биография
В конце правления своего отца Георгия III царевич Александр смог выкупить его из плена у князя Левана Дадиани. 

В 1639 году после смерти своего отца Георгия III Александр занял имеретинский царский престол. Мегрельский князь Леван Дадиани продолжал совершать разорительные набеги на земли Имеретии. Александр укрепил крепостной стеной Кутаиси и поселил в своей столице всех главных и богатых имеретинских вельмож с их семьями, чтобы они не примкнули к Дадиани. В одном из боев в плен к Левану Дадиани попал царевич Мамука, младший брат царя Александра.
А у Мамуки была буланая лошадь большая, сильная и горячая, столкновение с которой не выдерживали мегрельские кони. В один день пришел Леван Дадиани с войском. Узнал об этом Мамука, вооружился и собрался идти, но царь Александр не разрешал идти, ибо боялся его гибели и поэтому упрятал его буланую, чтоб отказался он идти (Говорят, [что] спрятал [царь] коня из-за зависти к его доблести (прим. Вахушти)). Тогда нетерпеливый Мамука отправился на другой лошади и увидев его, мегрелы убежали. Догнал их Мамука, ударил копьем и сбросил всадника с лошадью наземь. Однако споткнулась лошадь Мамуки и пали оба. Видевшие это мегрелы вернулись, схватили Мамуку и доставили к Левану Дадиану. Обрадовался тот и взял с собой и заточил в крепость.Вахушти Багратиони, история царства Грузинского (жизнь Имерети)
Александр III отправил посольство в Москву, прося военно-политической помощи у русского царя Алексея Михайловича. Москва и Кутаиси стали обмениваться посольствами.
А царь Александр, нигде не находя помощи, увидел усиление великого царя России Алексея, решил добиться оттуда помощи и поэтому послал к нему Хосию Джапаридзе с дарами и просил о помощи.Вахушти Багратиони, история царства Грузинского (жизнь Имерети)
Александр, изгнав своего сына Баграта вместе с его матерью и не имея детей от Дареджан, усыновил Георгия, внука кахетинского царя Теймураза. После смерти царевича Георгия царь Александр помирился со своим сыном Багратом и объявил его наследником престола.
А царь Александр, изгнав сына своего Баграта с его матерью и не имея с Дареджан сына, по этой причине привел внука господаря Теймураза, Гиорги, и воспитывал как сына своего. Однако тот тоже умер и бессильный царь Александр привел опять Баграта, сына своего, родившегося от дочери Гуриела и держал при себе в качестве царского наследника.Вахушти Багратиони, история царства Грузинского (жизнь Имерети)
В 1657 году после смерти князя Левана Дадиани ему наследовал его брат Липарит Дадиани. Александр собрал большое войско и вторгся в Мегрелию.
А так как Леван Дадиани не убоялся бога и пленял и разорял христиан, получил он мзду свою от бога и умер лета Христова 1657, грузинского 345. И одишцы посадили Дадианом Липарита, брата Левана, родившегося от дочери атабага.Вахушти Багратиони, история царства Грузинского (жизнь Имерети)
Александр разорил, опустошил и истребил владения Дадиани, захватил все крепости и взял в плен местных вельмож, заставив их платить за себя выкуп. Александр посадил на княжение в Одиши Вамика Дадиани, сына Мамии Дадиани. Земли к востоку от Унагира были присоединены к Имеретии.
ступил Александр [в Одиши], разорил, опустошил и истребил, взял крепости, забрал клады и имущество Левана Дадиана, захватил всех одишских вельмож и вынудил их выкупить себя серебром, забрал у них же детей заложниками, посадил в Одиши Дадианом Вамика, сына Мамии Дадиана, и сам захватил [земли] к востоку от Унагира, а к западу от Унагира отдал Вамику. Затем выступил с казной и добычей великою и пленными и захваченным имуществом и вернулся в Кутатиси с победой.Вахушти Багратиони, история царства Грузинского (жизнь Имерети)
Новый князь Вамик Дадиани вынужден был признать вассальную зависимость от Александра. Изгнанный Липарит Дадиани бежал в Ахалцихе, откуда попросил военной помощи у атабега Самцхе Ростома-паши и картлийского царя Ростома. Они предоставили ему войско, с которым он прибыл в Гурию. Кайхосро I Гуриели со своей дружиной примкнул к Липариту Дадиани. 
В 1658 году в ожесточенной битве у Бандзы имеретинский царь Александр одержал полную победу над своими противниками. Князья Липарит Дадиани и Кайхосро Гуриели бежали в Стамбул. Александр вторично утвердил в Мегрелии князем Вамика Дадиани, а в Гурии — Деметре Гуриели, сына Симона Гуриели. Липарит Дадиани скончался в Стамбуле, а Кайхосро Гуриели вернулся из Порты в Самцхе. Турецкий султан приказал атабегу оказать помощь Кайхосро.  С войском Кайхосро Гуриели прибыл в Гурию и утвердился в своих владениях.
Деметре Гуриели бежал в Имеретию. Вскоре гурийский князь Кайхосро Гуриели был убит изменником, подстрекаемым имеретинским царем. Деметре Гуриели вторично занял Гурию. Сыновья Кайхосро Гуриели бежали в Ахалцихе к Ростом-паше.
В 1660 году после смерти царя Александра III ему наследовал старший сын Баграт V.

## Семья
Был дважды женат. В 1618 году первым браком женился на Тамаре Гуриели, дочери князя Гурии Мамии II Гуриели (1598—1627), но 1620 году развёлся с ней. 
В 1629 году вторично женился на Дареджан (ум. 1668), дочери царя Кахетии Теймураза I и Хорешан Картлийской.